# Sant Salvador de Vilaverd
Sant Salvador de Vilaverd és una església de Castellar del Riu (Berguedà) inclosa a l'Inventari del Patrimoni Arquitectònic de Catalunya.

## Situació
Es troba a la part nord-occidental del terme municipal, als plans de Vilaverd que s'estenen al marge dret del torrent de Vallsadolla, als vessants meridionals de la serra dels Prats.
S'hi accedeix per la pista asfaltada i ben senyalitzada que surt al km. 20,8 (42° 07′ 07″ N, 1° 41′ 48″ E / 42.118722°N,1.696540°E) de la carretera de Berga a Sant Llorenç de Morunys, a la dreta, i arriba fins a Montcalb. Després de passar per Bancells i Sisquer, als 4,8 km es pren un trencall a la dreta (42° 08′ 20″ N, 1° 41′ 42″ E / 42.138965°N,1.695054°E) que porta la indicació "Fontanella i Pallices". La pista està en relatiu bon estat. Millor tot terreny. Es passa per Fontanella i els Pellicers, i al cap d'1,9 km. s'arriba a Sant Salvador.

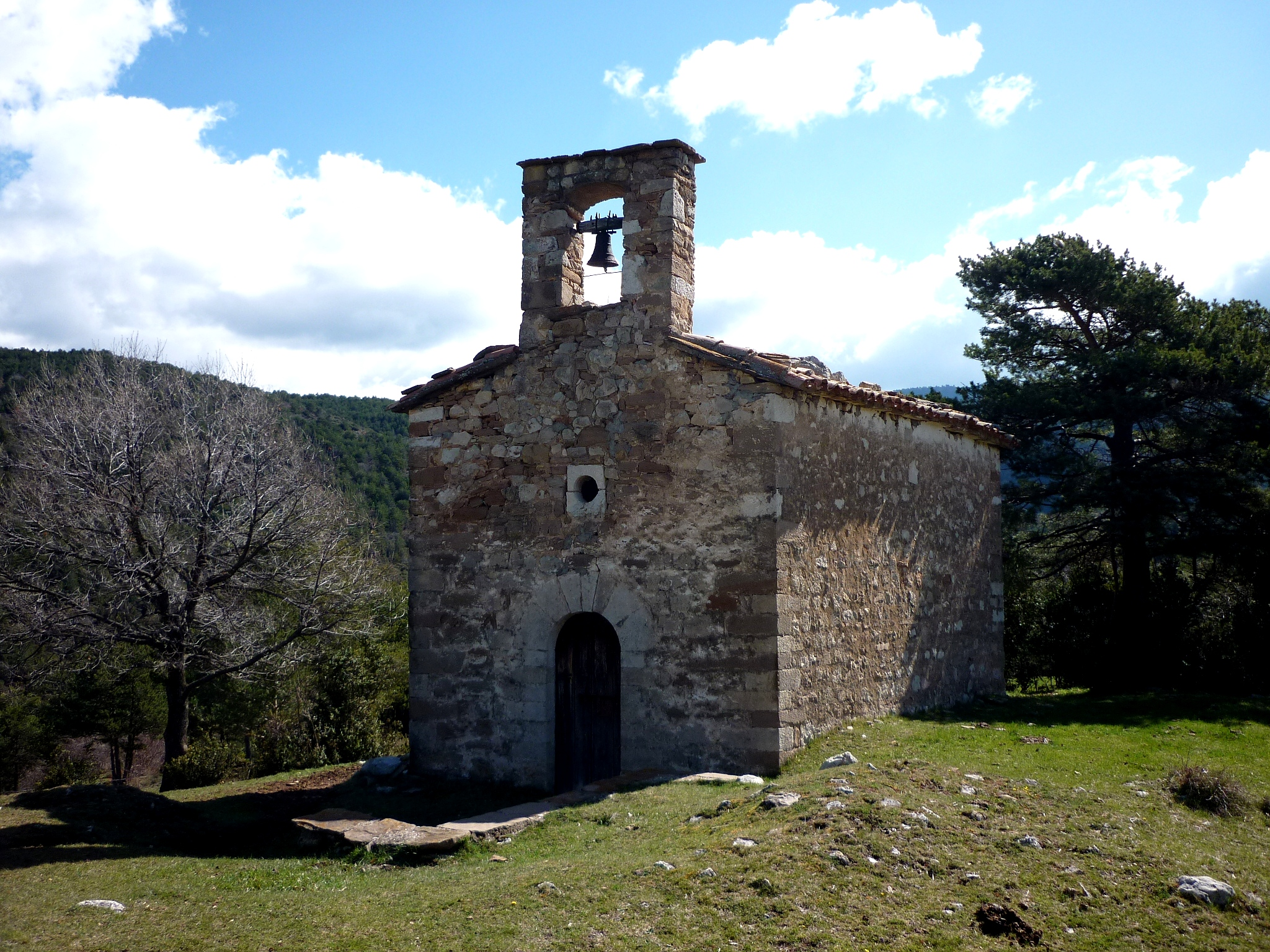
Frontis de la capella

## Descripció
Església d'una sola nau coronada per un absis a llevant. La nau és coberta amb volta de canó i l'absis, amb volta de quart d'esfera. És un edifici força senzill, amb una finestra d'arc de mig punt de doble esqueixada. Al mur frontal hi ha la porta d'entrada, d'arc de mig punt adovellat, amb una finestra, formada per dues peces similars que formen un petit òcul. Sobre la porta, al mur de ponent, s'alça un petit campanar d'espadanya, d'una sola obertura força rudimentària.

## Història
Església del segle xii pertanyent al poble de Llinars de l'Aiguadora, agregat de Castellar del Riu.